# Mt Bruce Wildlife Centre
Pour les articles homonymes, voir Bruce.

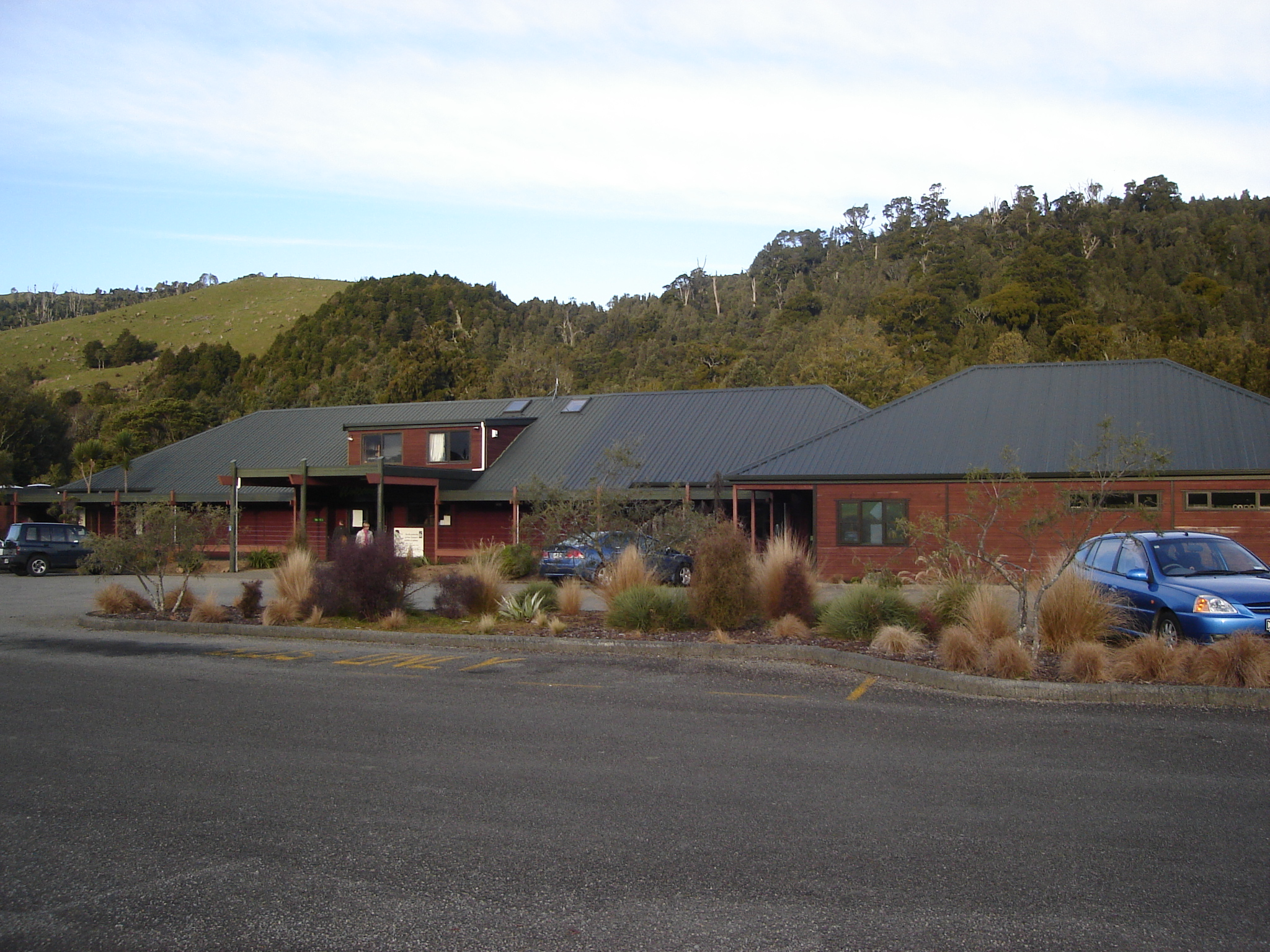
Mt Bruce National Wildlife Centre

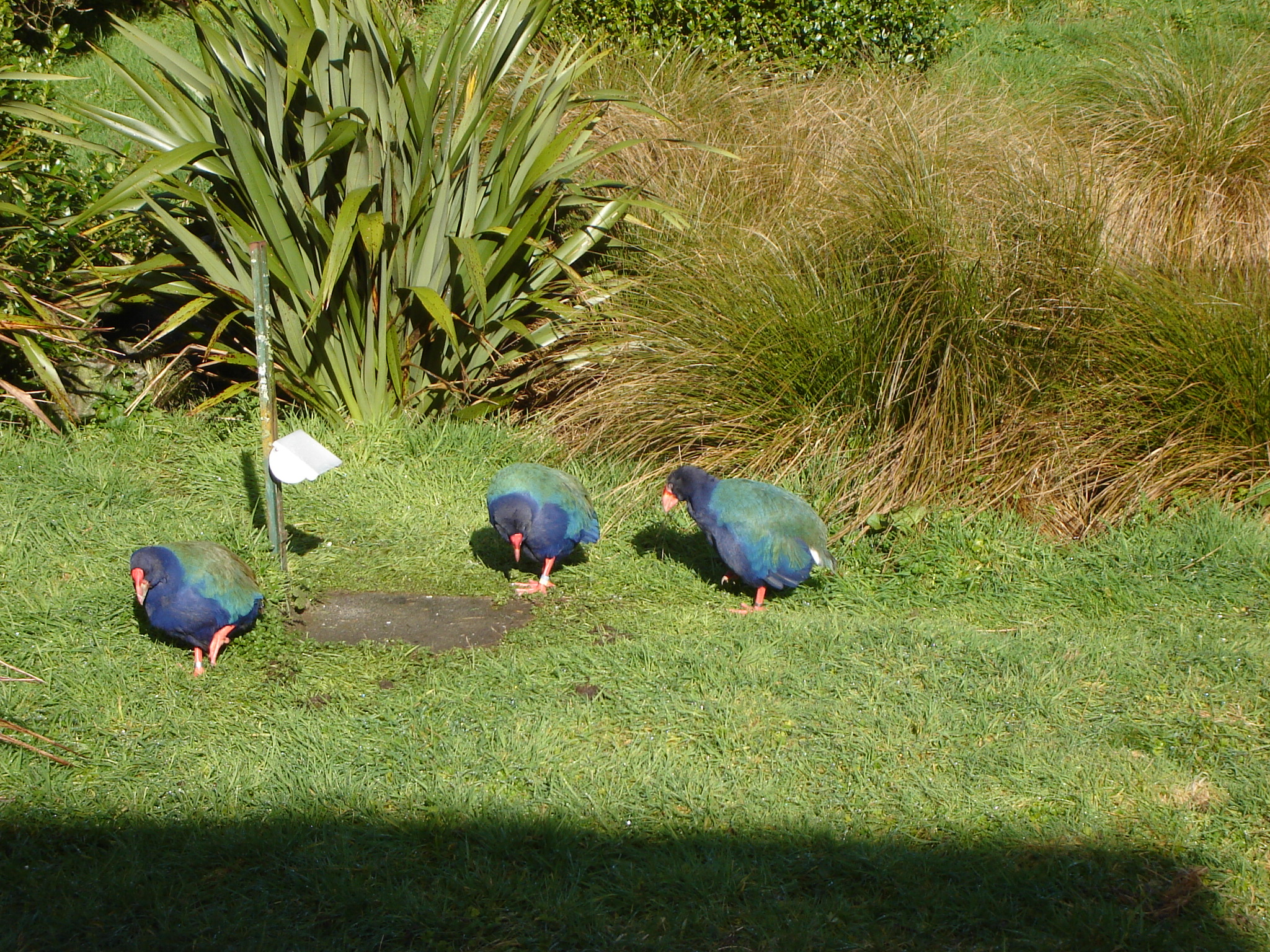
Les 3 takahés visibles au Mt Bruce Wildlife Centre, le 15 août 2006

Le Pukaha Mt Bruce Wildlife Centre est un organisme de protection de l'environnement situé à une trentaine de kilomètres au Nord de Masterton, une dizaine au sud de Eketahuna et environ 130 km au Nord de Wellington, la capitale de la Nouvelle-Zélande.
Il faisait partie du « Seventy Mile Bush », qui couvrait la zone allant de Masterton à Woodville avant l'arrivée des Européens en Nouvelle-Zélande sur l'île du Nord.

## Histoire
Dans les années 1960, le parc comprenait 55 hectares utilisés dans le but de sauvegarder et d'augmenter la population d'espèces menacées, principalement des oiseaux. Les premiers oiseaux sous la tutelle du parc furent les takahés, une espèce pensée éteinte, mais retrouvée dans les années 1950 sur l'île du Sud. 
En 2001, le parc passa de 55 à 942 ha, incluant la forêt alentour, quasiment vierge. La capacité d'accueil et de réintroduction d'oiseaux fut considérablement augmentée. Plus de 100 km de chemins ont été créés. Des pièges mécaniques et des boites pour déposer du poison ont été installés afin de maintenir une pression faible de la part des prédateurs, en particulier les rongeurs, mais aussi les opossums.

## Les missions

### Conservation
Le principal objectif de Mt Bruce Wildlife Centre est de réintroduire les espèces actuellement menacées et de maintenir leur population. Actuellement, cela concerne principalement les oiseaux, mais l'activité s'étendra prochainement aux reptiles, tels le tuatara, une sorte de lézard, ou encore aux chauves-souris. L'objectif final est de recréer un point central pour la reconquête du milieu naturel de la région par les espèces.
Les réintroductions les plus importantes débutèrent en 1996, avec le kaka, proche cousin du kéa. On en trouve actuellement une quarantaine et l'objectif est d'atteindre une population de 600. Les années suivantes, des kiwis ainsi que des kokakos furent relâchés.
Afin d'augmenter les chances de survie des poussins, les œufs des kiwis et des takahés sont incubés artificiellement.

### Éducation
Tout au long de l'année, des écoles visitent le centre. Quelques-unes d'entre elles sponsorisent un kiwi, dont les élèves vont suivre l'évolution. 
Le centre participe au programme LOETC (Learning experiences Outside the Classroom). Le centre permet ainsi de sensibiliser les étudiants aux problèmes environnementaux de la Nouvelle-Zélande.

### Tourisme
La deuxième plus grande mission du centre est d'accueillir les touristes et de les sensibiliser à l'environnement et à la protection des espèces menacées. En effet, environ 50 000 visiteurs visitent le parc où ils peuvent découvrir des espèces endémiques dans des volières. Des visites guidées journalières sont organisées et permettent au public d'avoir un contact avec les kakas.

## Le personnel
Il est composé d'une quinzaine de personnes, réparties à la réception, au café et aux travaux concernant les oiseaux (préparation de la nourriture, recherche des nids, suivi des oiseaux, etc.).
De nombreux volontaires, venant des quatre coins du monde, aident les rangers tout au long de l'année. 

## Liens
- (en) Site officiel
- (en) New Zealand Department of Conservation